# Ciobani, Argeș
Ciobani este un sat în comuna Hârsești din județul Argeș, Muntenia, România.